# کودان

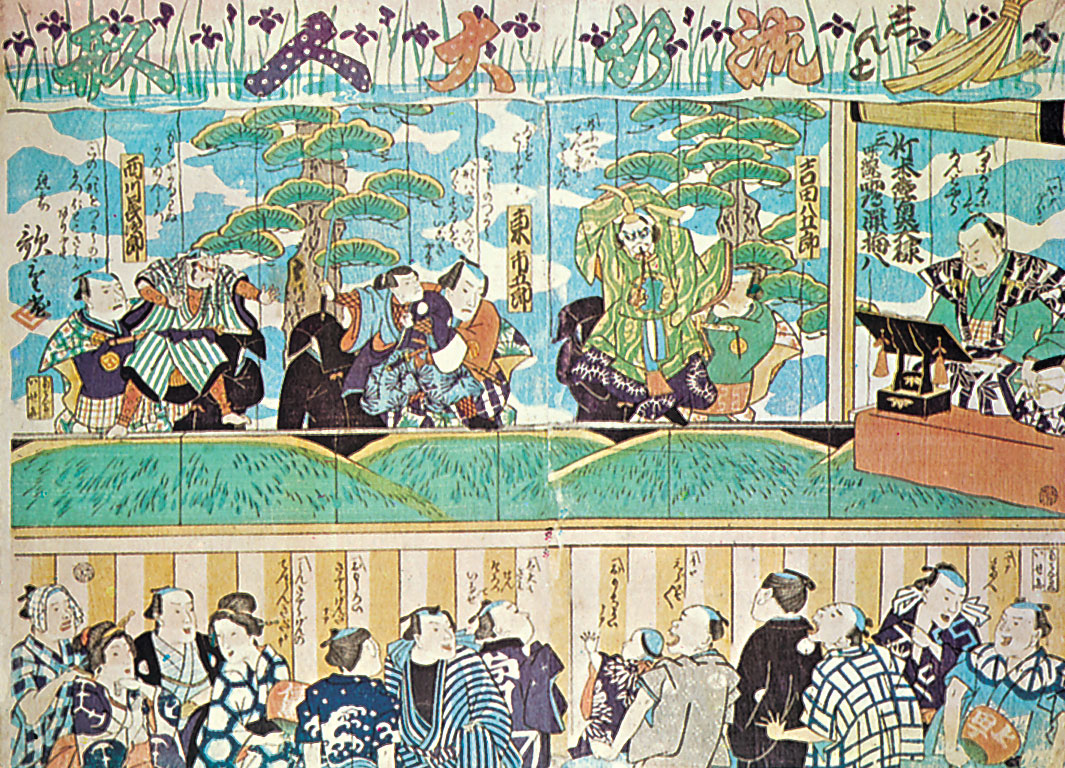
حکاکی از اوتاگاوا هیروشیگه که اجرای تئاتر سنتی ژاپنی را به تصویر می‌کشد. در سمت راست صحنه راوی وجود دارد که با تفسیر شفاهی اجرا را همراهی می کند.

کودان، کوشاکو (به ژاپنی: 講談 Kōdan) یک سبک از قصه‌گویی ژاپنی پیرامون مباحث تاریخی یا ادبی است که در بین اشراف عالی‌رتبه دوره هی‌آن شکل گرفت و در طی قرن‌ها تغییر کرد تا توسط طبقه سامورایی و در نهایت توسط عوام پذیرفته شد، و سرانجام، با پایان دوره ادو، به نفع انواع جدید سرگرمی و داستان‌سرایی مانند نانیوا-بوشی از بین رفت. در این زمان بود که اصطلاح کوشاکو کنار گذاشته شد و کودان پذیرفته شد. امروز، پس از تلاش ناموفق برای احیای این هنر در سال ۱۹۷۴، چهار مدرسه کادان وجود دارد و فقط تعداد کمی از مجریان مشغول یادگیری هستند.